# (541101) 2018 RF11
(541101) 2018 RF11 es un asteroide perteneciente al cinturón de asteroides descubierto el 1 de octubre de 2010 por el equipo del Observatorio Astronómico de Mallorca desde el Observatorio Astronómico de La Sagra, Puebla de Don Fadrique (Granada), España.

## Designación y nombre
Designado provisionalmente como 2018 RF11.

## Características orbitales
2018 RF11 está situado a una distancia media del Sol de 2,540 ua, pudiendo alejarse hasta 3,050 ua y acercarse hasta 2,030 ua. Su excentricidad es 0,200 y la inclinación orbital 11,79 grados. Emplea 1479,09 días en completar una órbita alrededor del Sol.

## Características físicas
La magnitud absoluta de 2018 RF11 es 17,6. 